# Smicropus
Smicropus là một chi bướm đêm thuộc họ Geometridae.